# Прапор Луховиць
Місто Луховиці Московської області Росії має власну символіку: герб та прапор. Символіку було затверджено 22 грудня 2006 року

## Опис
Прапор являє собою прямокутне синє полотнище із співвідношенням сторін 2:3 яке має біля древка червону вертикальну смугу шириною 1/5 довжини полотна, у центрі полотна відтворено фігури з муніципального герба у білому та зеленому кольорах.

## Обґрунтування символіки
Прапор використовує ідеї герба міста Луховиці. Кроква нагадує літеру "Л" - першу в назві міста. Червона смуга символізує приналежність міського поселення до Московської області. Стрижі символізують авіаційний завод. Зірки в геральдиці є символом високих устремлінь, благородних цілей, знаком заслуг, гідності і благородства. Довгі прямі промені надають зірці вид дороговказної, а додаткові непрямі промені створюють ефект сяйва у всіх напрямках, як би кажучи, що її світло видно звідусіль. У даній композиції зірка до того ж сяє як би не з зовні, а зсередини замкнутого кроквою міського простору, символізуючи те, що гідність і заслуги дійшли місту не ззовні, не даровані йому, а є наслідком його власного розвитку, закладені в його власній природі та історії.